# Piazza della Libertà (Tbilisi)
La Piazza della Libertà (in georgiano თავისუფლების მოედანი?, Tavisuplebis moedani), conosciuta precedentemente come piazza Erivanskij o piazza Paskevič-Erivanskij (in georgiano ერევანსკის მოედანი, Erevansk'is moedani; in russo Эриванская площадь?, Erivanskaja ploščad), come Piazza Beria in epoca imperiale (in georgiano ბერიას მოედანი, Berias moedani) e sotto l'Unione sovietica come piazza Lenin (in georgiano ლენინის მოედანი, Leninis moedani); si trova nel centro di Tblisi, all'estremità orientale di viale Rustaveli.

## Storia

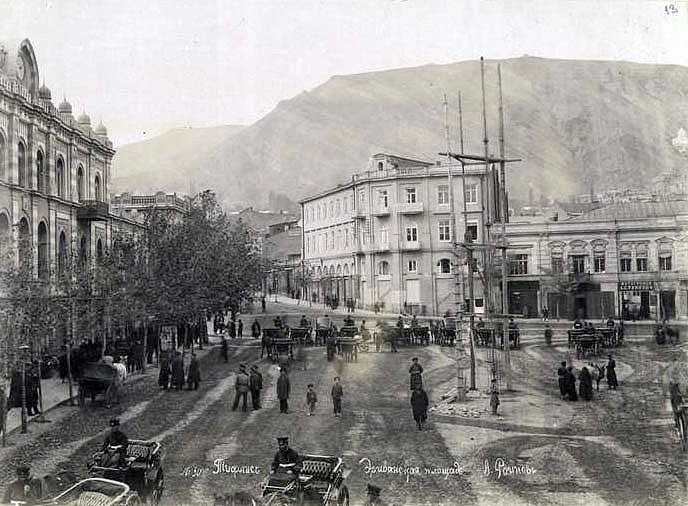
Piazza Paskevič-Erivanskij intorno al 1870

Originariamente la piazza ha preso il nome da Ivan Paskevich, conte di Erivan, un generale ucraino dell'Esercito imperiale russo, che si guadagnò il titolo in onore della sua conquista della città di Erivan (l'attuale Erevan) per l'Impero russo. Durante l'era sovietica, la piazza fu rinominata due volte: inizialmente su chiamata "piazza Berija" ma poi fu rinominata "piazza Lenin". Fu chiamata per la prima volta piazza della Libertà nel 1918, durante la fondazione della Prima Repubblica Georgiana in seguito al collasso dell'Impero russo.
Piazza della Libertà fu il luogo in cui avvenne la Rapina alla banca di Tiflis nel 1907. Piazza della Libertà è stata anche sede di varie dimostrazioni di massa tra cui quelle per l'indipendenza della Georgia (dall'Unione Sovietica), la Rivoluzione delle rose ed altre. Nel 2005, la piazza è stato il luogo in cui il presidente degli Stati Uniti George W. Bush e il presidente georgiano Mikheil Saakashvili si sono rivolti a una folla di circa 100.000 persone per celebrare il 60º anniversario della fine della seconda guerra mondiale. Durante questo evento, il georgiano-armeno Vladimir Arutyunian lanciò una granata contro il presidente Bush durante il suo discorso nel tentativo, fallito, di assassinarlo.

## Monumenti

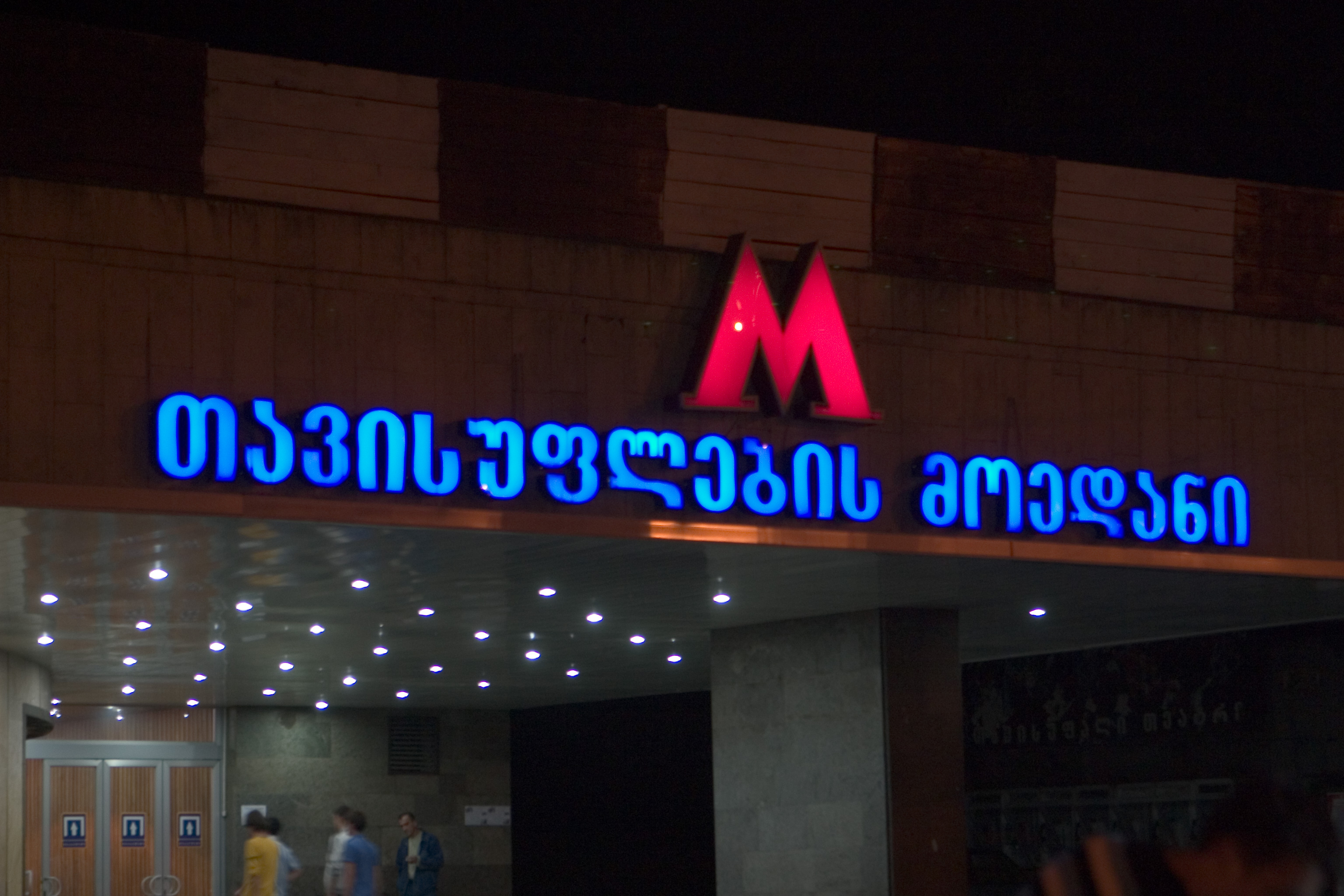
Ingresso della stazione della metropolitana

Al limite settentrionale della piazza, si trova un piccolo spiazzo aperto con una fontana ed il busto di Alexander Pushkin. Nelle vicinanze fu sepolto il famoso comunista Kamo (Simon Ter-Petrossian) fu sepolto, ma durante il periodo di staliniano i suoi resti furono spostati in un luogo segreto.
Sulla piazza si trovano: Il municipio di Tbilisi, l'ex sede della Bank of Georgia e l'hotel Marriott International Tbilisi. La piazza accoglierà anche l'ufficio del governo locale di Tbilisi centro, i cui lavori di costruzione sono già iniziati.
Durante il periodo sovietico, la piazza era dominata da una grande statua di Vladimir Lenin, che fu simbolicamente abbattuta nell'agosto 1991. Il 23 novembre 2006, il Monumento alla Libertà raffigurante San Giorgio che uccide il drago, creato dallo scultoree Zurab Tsereteli, è stato installato nello stesso luogo.
Dalla piazza si diramano sei strade: viale Rustaveli Avenue, via Pushkin, via Kote Apkhazi, via Shalva Dadiani, via Galaktion Tabidze e via Giorgi Leonidze.

## Galleria d'immagini

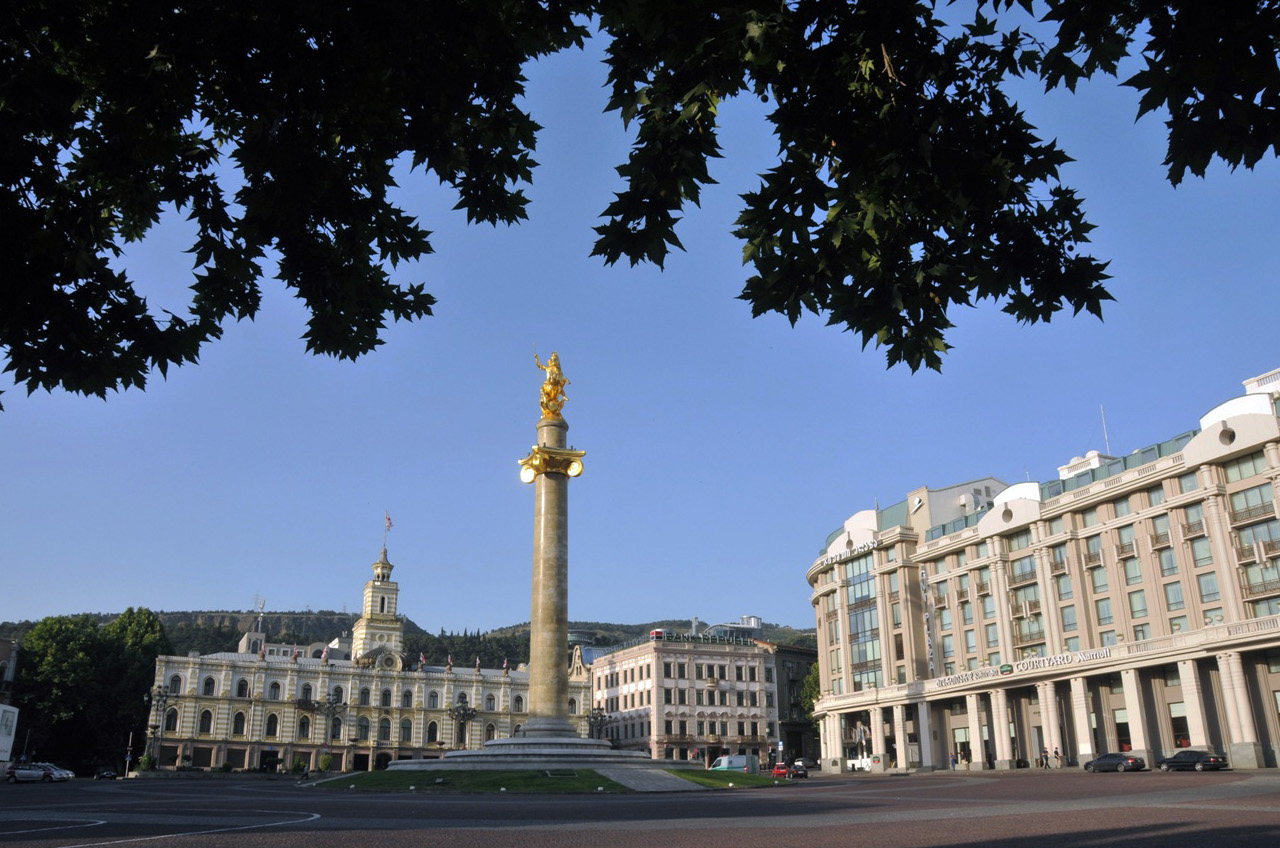
Piazza della Libertà negli anni 2000
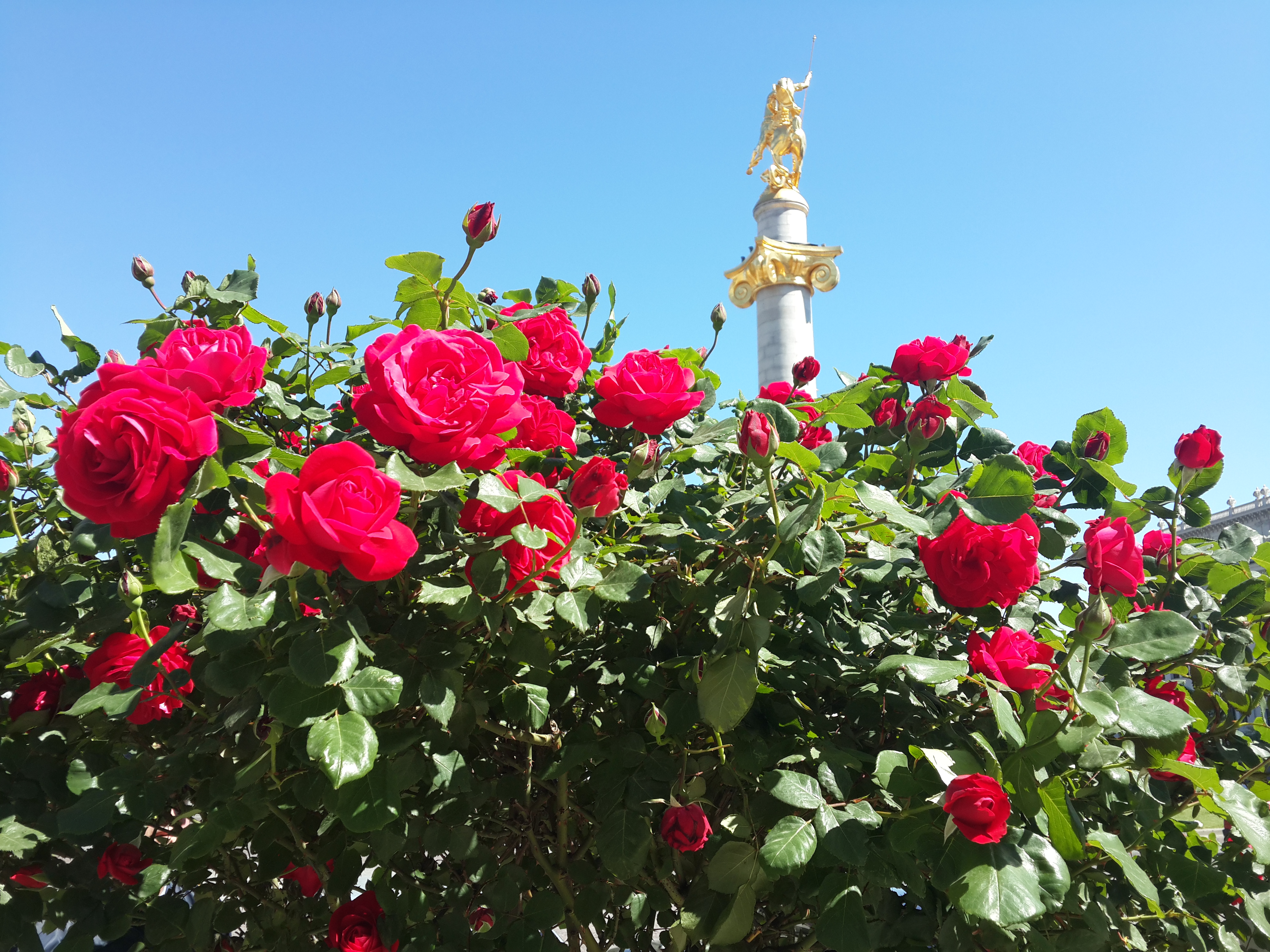
Rose a piazza della Libertà, Tbilisi
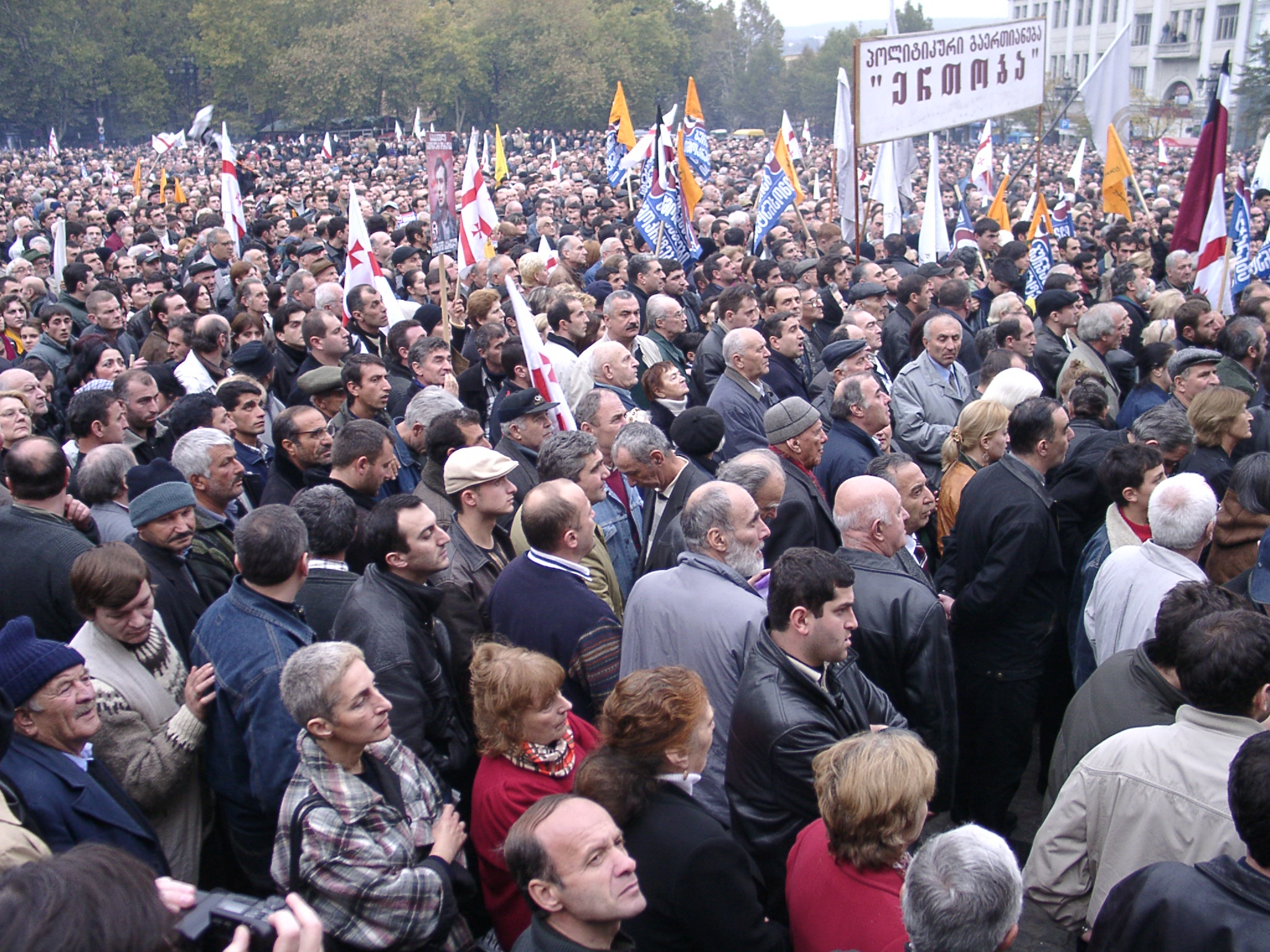
Dimostrazione durante la Rivoluzione delle rose in piazza della Libertà